# چنتو، فرارا
چنتو، (به ایتالیایی: Cento) یک کومونه در ایتالیا است که در استان فرارا واقع شده‌است.

## خصوصیات
چنتو ۶۴ کیلومترمربع مساحت و ۳۴٬۵۸۵ نفر جمعیت دارد و ۱۵ متر بالاتر از سطح دریا واقع شده‌است.

## خواهرخوانده
شهرهای سیکشفهروار، Maratea و Vicente López Partido خواهرخوانده‌های چنتو هستند.